# Henrik Koltai
Henrik Koltai (* 11. Mai 1913 in Somogyszil; † nach 1939) war ein ungarischer Weitspringer.
1934 wurde er bei den Leichtathletik-Europameisterschaften in Turin Sechster. Bei den Olympischen Spielen 1936 in Berlin schied er in der Qualifikation aus.
Viermal wurde er Ungarischer Meister (1935–1937, 1939). Seine persönliche Bestleistung von 7,58 m stellte er am 5. August 1934 in Budapest auf.